# Каменка (Глодянский район)
Каменка (рум. Camenca) — село в Глодянском районе Молдавии. Является административным центром коммуны Каменка, включающей также сёла Брынзены, Бутешты и Молешты.

## География
Село расположено на высоте 97 метров над уровнем моря.

## Население
По данным переписи населения 2004 года, в селе Каменка проживает 1221 человек (593 мужчины, 628 женщин).
Этнический состав села:
| Национальность | Число жителей | Процентный состав |
| -------------- | ------------- | ----------------- |
| молдаване      | 1193          | 97.71             |
| румыны         | 11            | 0.9               |
| украинцы       | 8             | 0.66              |
| русские        | 6             | 0.49              |
| гагаузы        | 1             | 0.08              |
| прочие         | 2             | 0.16              |
| Всего          | 1221          | 100%              |